# Dobrinăuți-Hapăi
Dobrinăuți-Hapăi – wieś w Rumunii, w okręgu Botoszany, w gminie Vârfu Câmpului. W 2011 roku liczyła 268 mieszkańców.